# Sunken Island (New York)
Sunken Island oder Hutter's Island ist eine ehemalige Sandbank im Otsego Lake im amerikanischen Bundesstaat New York, an deren Stelle sich heute lediglich eine mit Bojen markierte Untiefe befindet. Die Sandbank war einer der Schauplätze des Romans Der Wildtöter von James Fenimore Cooper, auf ihr befand sich die im Roman beschriebene Biberburg (im englischen Original: muskrat castle) des Pelzjägers Tom Hutter.
Nachdem die Cooperstown Water Company 1905 am Ausfluss des Otsego Lakes einen Damm errichtete, um den Wasserstand des Susquehanna River zu regulieren, stieg der Wasserstand des Sees um rund einen Meter an und die Sandbank wurde zur heutigen Untiefe. Neben der heutigen Markierung durch Bojen befindet sich an der Straße oberhalb des Seeufers auf der Höhe der Sandbank ein 1939 vom Staat New York errichtetes Hinweisschild.
Die 1913 veröffentlichte Verfilmung des Romans Der Wildtöter wurde 1911 hier an den Originalschauplätzen gedreht.